# Grčak
Grčak (cyr. Грчак) – wieś w Serbii, w okręgu rasińskim, w gminie Aleksandrovac. W 2011 roku liczyła 121 mieszkańców.